# Kelso Abbey

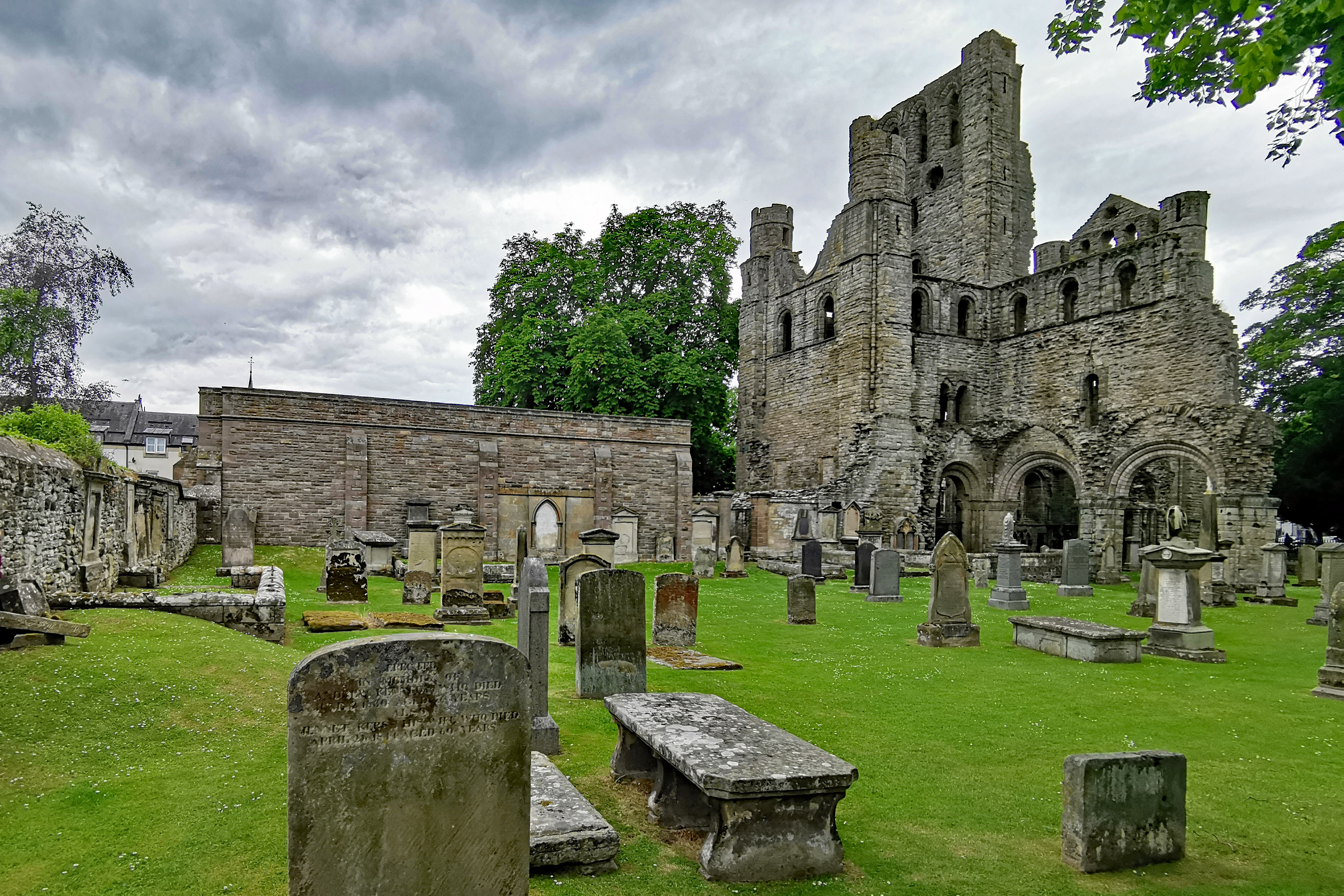
Kelso Abbey

Kelso Abbey ist eine ehemalige Abtei im Südosten Schottlands, die im 12. Jahrhundert von Mönchen einer Kongregation aus dem heutigen Thiron-Gardais bei Chartres in Frankreich erbaut wurde, welche aus der nahegelegenen, aber nicht mehr existenten Selkirk Abbey hierhergezogen waren. Die Ordensleute errichteten das Kloster auf einem Stück Land, das ihnen von König David I. von Schottland gegeben worden war. Das Kloster war der Jungfrau Maria sowie dem Apostel Johannes geweiht.

## Lage

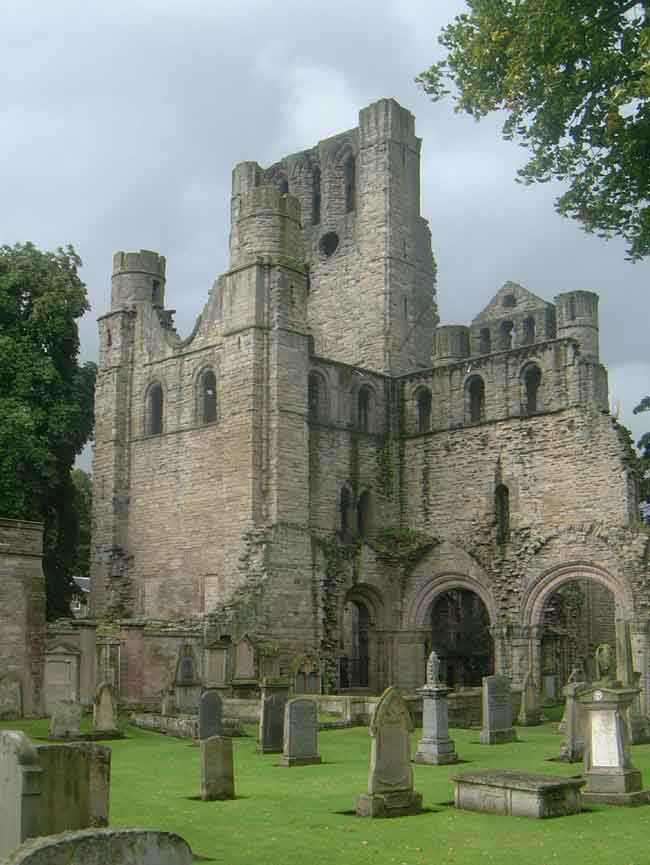
Kelso Abbey

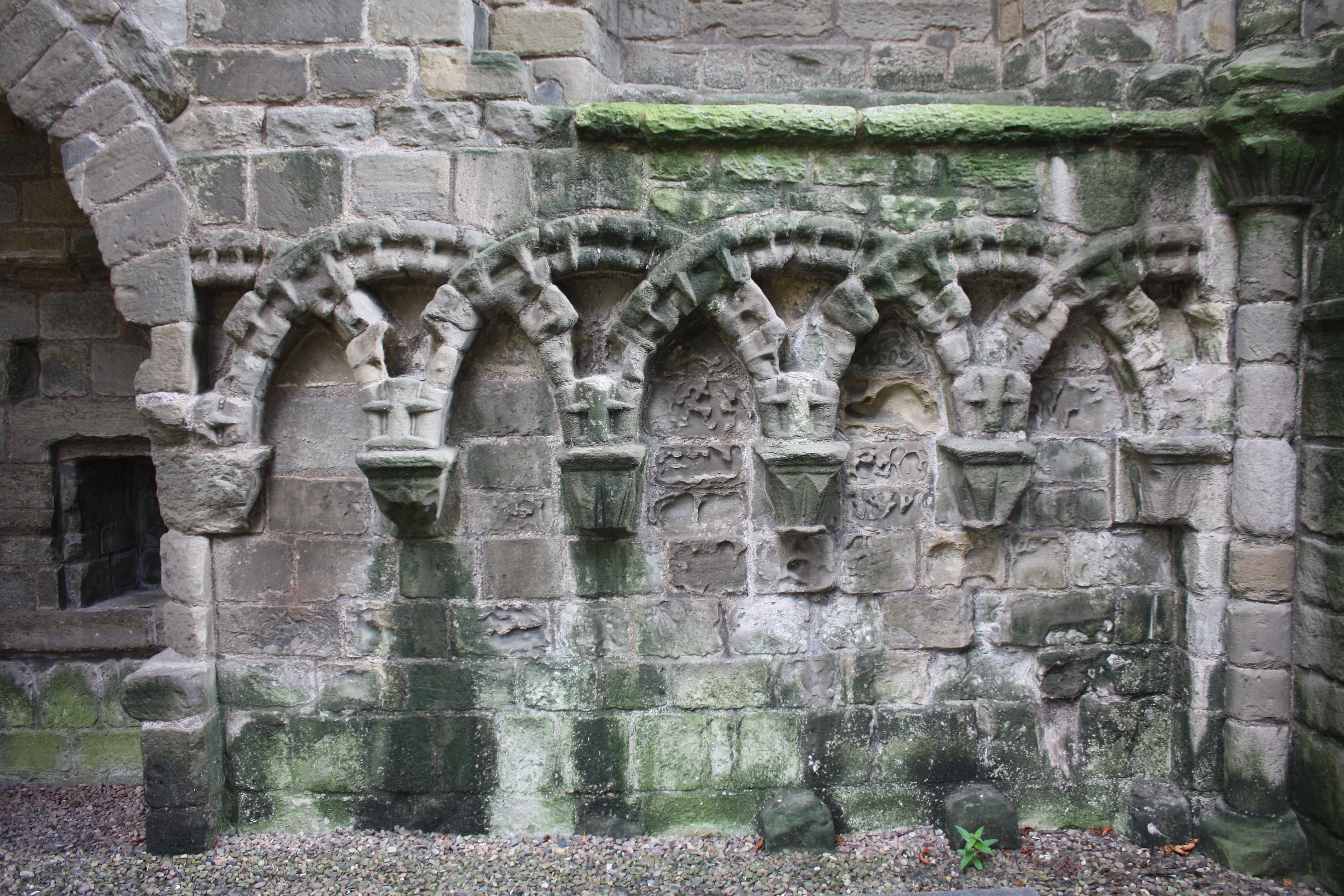
Überschneidende Bögen

Die Kelso Abbey befindet sich unmittelbar an der Mündung des River Teviot in den River Tweed in der Border Region im Südosten Schottlands. Im Umkreis von etwa 20 km liegen auch die anderen großen Klosterruinen Schottlands wie Melrose, Jedburgh und Dryburgh.

## Geschichte
Der Bau der Abtei begann im Jahr 1128; fünfzehn Jahre später (1143) wurde sie fertiggestellt. Kelso Abbey wurde schnell eine der wohlhabendsten und bedeutendsten Abteien in Schottland, deren Reichtum vor allem aus dem riesigen Grundbesitz in der Region der heutigen Scottish Borders resultierte. Zu den frühesten Lehnsnehmern der Abtei gehörten der Douglas-Clan. Im Mittelalter beherbergte das Kloster eine erstklassige Bibliothek. Die Bedeutung der Abtei wurde deutlich, als 1460 König James III. von Schottland an diesem Ort seine Krönungszeremonie abhielt. Zudem wurde im 12. und 13. Jahrhundert den Äbten der Abtei das Recht gewährt, eine Mitra zu tragen, was sie höher als jeden anderen schottischen Abt stellte. Da die Abtei jedoch nahe der englisch-schottischen Grenze gelegen war, wurde sie in den zahlreichen kriegerischen Auseinandersetzungen zwischen diesen Ländern häufig in Mitleidenschaft gezogen. Bereits Anfang des 14. Jahrhunderts wurde sie in den Englisch-Schottischen Kriegen beschädigt, jedoch später durch die Mönche wieder repariert.
Schwer beschädigt wurde Kelso Abbey schließlich in dem Konflikt über Maria Stuart zwischen 1544 und 1547. In diesem Zeitraum wurden auch die anderen Klöster Südschottlands zerstört. Da im Jahr 1560 die Reformation auch Schottland erreichte, hatte Kelso Abbey keine Chance, wiederaufgebaut zu werden. Nach weiteren Attacken und Beschädigungen wurde das Kloster schließlich im Jahr 1587 offiziell aufgegeben.
Nach dem Ende der Reformation wurde die Abtei zwischen 1647 und 1771 teilweise als Pfarrkirche genutzt, während andere Teile des Klosters als Steinbruch für die örtliche Bevölkerung verwendet wurden. Im Jahr 1805 wurden große Teile der Ruinen abgerissen und weggeschafft, so dass heute nur noch der Westturm und das anschließende Querschiff erhalten sind.

## Architektur
Die Kirchenruine zeigt ausschließlich spätromanische Formen wie Rundbögen, schmuckloses Mauerwerk etc.; lediglich der imposante Portalbogen ist im Scheitel leicht angespitzt. Das Nordportal des westlichen Querhauses beeindruckt durch eine Giebelfront mit Rautenmuster. Ein bodennaher Bereich im Innern zeigt überschneidende Bögen in normannisch-arabischer Manier.

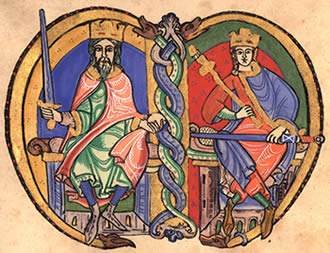
David I. und Malcolm IV. aus dem Kelso-Cartular

## Sonstiges
Aus dem Skriptorium der Kelso Abbey stammt ein im Jahr 1159 entstandenes Cartular (charter) mit den ältesten (erhaltenen) Abbildungen der schottischen Könige David I. (reg. 1124–1153) und Malcolm IV. (reg. 1153–1165). Es wird heute in der National Library of Scotland in Edinburgh aufbewahrt.